# Турре, Стив
Стив Турре́ (англ. Steve Turre, полное имя — Сти́вен Джо́нсон Турре́, англ. Stephen Johnson Turre; род. 12 сентября 1948, Омаха, Небраска, США) — американский джазовый новатор, тромбонист и единственный в мире музыкант, исполняющий джаз на морских раковинах, помимо этого умеет играть на ковбелле и венесуэльских маракасах. Стив Турре неоднократно побеждал в опросах читателей и критиков журнала Jazz Times, Downbeat и Jazziz как лучший тромбонист и инструменталист. С начала своей музыкальной карьеры, начавшейся в 1960-х, Турре записал множество аранжировок и оригинальных композиций для тромбона, раковин, скрипки, виолончели, фортепьяно, баса и барабанов.
Сотрудничал с Рэем Чарльзом, Карлосом Сантаной, Рахсааном Роландом Кёрком, Артом Блэйки и многими другими джазовыми исполнителями.

## Биография

### Детство и юность
Стив Турре родился 12 сентября 1948 года в семье иммигрантов в Омахе, штат Небраска. У отца Джеймса Турре были сицилийские корни, а у матери Кармен — мексиканские. Ещё до того, как ребёнку исполнился год, семья Турре переехала в восточный Окленд, Лафайет, таким образом, Стив вырос в районе залива, конурбации вокруг Сан-Франциско. С детства он впитывал из радиоэфира и с пластинок мариачи — популярный мексиканский фольклор, блюз, джаз, и в 10 лет начал учиться играть на тромбоне. Больше всего юному Турре нравилось музицировать в саду своего дома, где росли многочисленные грушевые деревья и грецкие орехи.
В семье Турре любили музыку, в доме часто звучали мелодии Луи Армстронга и Дюка Эллингтона. Сами родители Стива познакомились на одном из концертов Каунта Бейси, поэтому музыка с самого начала стала неотъемлемой частью их жизни. Помимо этого Кармен Турре была профессиональной танцовщицей и играла на фортепьяно, позднее она даже была задействована в записи альбома Стива Sanctified Shells, где исполнила партию кастаньет.
В возрасте 13 лет Турре принимал участие в школьном биг-бэнде. Примерно в то же время Стива заинтересовал стиль бибоп, и композиции Армстронга сменили записи Диззи Гиллеспи и Чарли Паркера. Во время учёбы в средней школе Турре брал уроки игры на тромбоне у таких мастеров, как Фил Уилсон и Роджерс Шумейкер. Помимо джаза Турре также увлекался рок-н-роллом, слушал The Rolling Stones и Джеймса Брауна.
В конце 1960-х Турре поступил в государственный университет Сакраменто и вошёл в состав ансамбля Escovedo Brothers, исполнявшего кубинскую танцевальную музыку сальса. В 1970 году записался с латино-джаз-роковой группой Santana гитариста Карлоса Сантаны.
Тогда же произошло знакомство Турре и мультиинструменталиста Рахсаана Роланда Кёрка. Майкл Турре, брат Стива, заинтересовал его только что вышедшим альбомом Кёрка We Free Kings. Их знакомство произошло в клубе Jazz Workshop, в Сан-Франциско, где Кёрк отыгрывал концерт. Стив Турре рассказал ему о том, что играет на тромбоне, и Кёрк пригласил того участвовать в своём биг-бэнде. Опыт работы с Кёрком в дальнейшем позволил Турре привлечь к себе внимание «главного», по его словам, «учителя» в джазе — Рэя Чарльза.

### Творческий путь
Подлинным началом своей музыкальной карьеры Стив Турре считает 1972 год, когда его пригласил в свой гастрольный ансамбль Рэй Чарльз. После года работы у Чарльза Стив заслужил настолько хорошую репутацию, что один из его наставников, выдающийся джазовый трубач Вуди Шоу, устроил ему работу в туре легендарного ансамбля Jazz Messengers барабанщика Арта Блэйки. Кроме того Турре в 1973 году совершил тур с ведущим джазовым биг-бэндом тех лет, оркестром Теда Джонса — Мэла Луиса. Две эти гастрольные поездки открыли Турре самые широкие возможности: в последующие годы он работал с трубачом Диззи Гиллеспи, пианистами Маккоем Тайнером и Херби Хэнкоком, звездами латиноамериканского джаза Тито Пуэнте и Монго Сантамарией, рок-певцом Ваном Моррисоном и многими другими. В 1975 году он работал в ансамбле Чико Хэмилтона, где играл не только на тромбоне, но и на бас-гитаре.

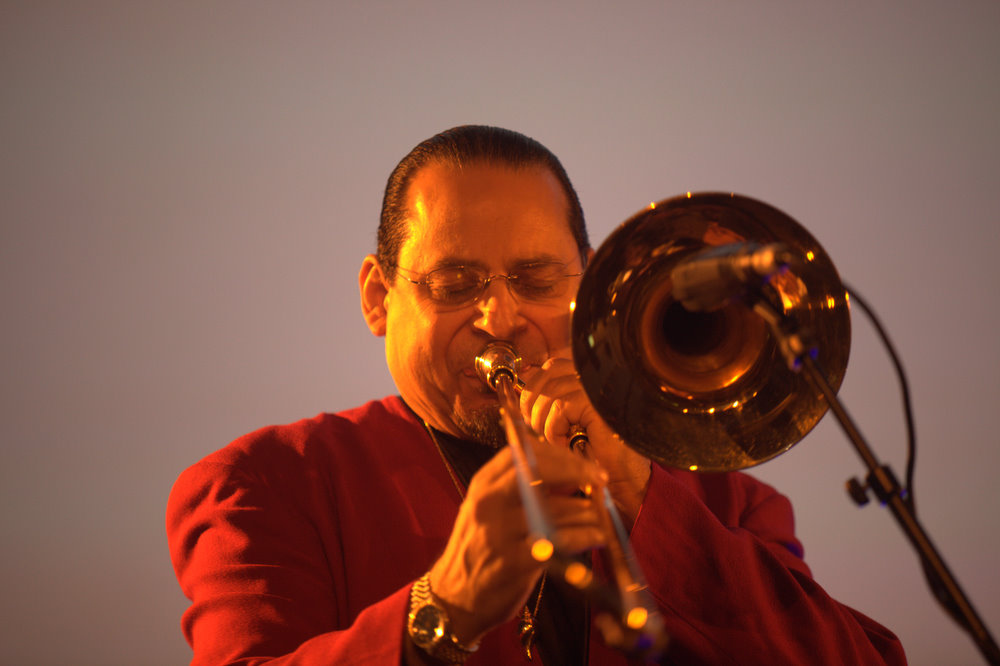

Вскоре после своего знакомства с этим инструментом Турре побывал вместе с Вуди Шоу на гастролях в Мехико, где встретился со своими родственниками и узнал от них, что его собственные предки были широко известны в Мексике как исполнители на морских раковинах. Это произвело на Стива такое впечатление, что он превратился в пропагандиста игры на раковинах. В результате нового увлечения появился альбом с символичным названием Sanctified Shells, принёсший исполнителю ещё больше популярности и повлёкший интерес к его выступлениям.
Из морских раковин Турре способен выдуть наибольшее количество приятных для восприятия звуков, которые гармонично вписываются в джазовые пьесы. Для этого приобретённые Стивом в сувенирных лавках ракушки, которые были собраны на берегах Карибского бассейна и островах Тихого океана, проходят специальную обработку и подготовку. По его словам, вначале спиливается острый конус, затем полируются отверстия, чтобы ракушка превратилась в подобие мундштука. Со слов музыканта, самая маленькая раковина от 12 до 14 сантиметров даёт звук, приближенный по тембру и диапазону к флюгельгорну, чуть большего размера — валторне, крупная — от 20 до 25 сантиметров — тромбону. Коллекция раковин Стива Турре включает более 100 экземпляров, на выступлениях он использует около 25 из них, самая большая из его раковин привезена с австралийского Большого Барьерного рифа и расписана кубинским художником.
С 1984 года Стив Турре работал в оркестре одной из самых популярных телепередач США «Saturday Night Live». В 1987 году он стал сотрудничать с последним оркестром трубача Диззи Гиллеспи, а также записывался с проектами чикагского авангардного трубача Лестера Боуи — Brass Fantasy, The Leaders и The Timeless All-Stars.
Одним из самых удачных сольных альбомов Турре был Lotus Flower (1999), для которого музыкант собрал необычный состав — струнный альт, виолончель, фортепиано, контрабас, барабаны и его собственные тромбон и раковина. Альбом In The Spur of the Moment (2000) представлял Турре с тремя разными акустическими джазовыми квартетами, в каждом из которых участвовал один из трех великих пианистов совершенно разных стилей — Рэй Чарлз, Чучо Вальдес и Стивен Скотт. Диск Steve Turre представляет собой артистическое видение музыканта, играющего коктейль из джаза, афро-кубинской музыки и бразильских мотивов. Среди тех, кто принял участие в записи, числятся Кассандра Уилсон, Рэнди Брекер, Монго Сантамария и Джей Джей Джонсон.
Стив Турре много раз приезжал в Россию, в том числе он выступал в Москве, принимал участие в фестивале «Сиб Джаз Фест» в Новосибирске (2011) и фестивале имени Леонарда Гатова и Георгия Гараняна «GGJ» в Краснодаре (2012).

### Преподавательская деятельность
С 2008 года Турре является преподавателем в Джульярдской школе, помимо этого получил учёную степень в области музыки в Манхэттенской музыкальной школе. По его словам, является перфекционистом и приверженцем постоянной музыкальной практики и нарабатывания опыта.

### Сотрудничество
Широта музыкальных вкусов Турре позволяет ему играть с самыми разными музыкантами, от джазменов до исполнителей регги. С 1969 по 2011 год Турре принял участие в более 230 сессионных записях с такими музыкантами и певцами, как Монти Александер, Тито Пуэнте, Макс Роуч, Ди Ди Бриджуотер, Арт Блэйки, Диззи Гиллеспи, Джерри Гонсалес и многие другие.

### Личная жизнь
Стив Турре был дважды женат. С его первой супругой Сьюзан Бирд он развёлся в 1972 году. Нынешняя жена Турре — виолончелистка и преподаватель Акуа Диксон, 1948 года рождения, состоит в ансамбле Quartette Indigo, творчество которого сочетает джаз и классическую музыку. У пары есть двое детей: сын Орион и дочь Андромеда — успешная блюзовая, джазовая и соул-певица. Она является номинантом престижной премии «Грэмми» и иногда участвует в выступлениях отца.
У Турре также есть четверо братьев и сестёр. Братья Майкл Джеймс Турре и Питер Джозеф Турре оба являются джазовыми музыкантами, Питер долгое время выступал в качестве барабанщика в оркестре Рэя Чарльза.
Стив Турре является буддистом и никогда не расстаётся со своим ожерельем из рапан.

## Избранная дискография
- Viewpoint (Stash, 1987)
- Viewpoints and Vibrations (Stash, 1987)
- Fire and Ice (Stash, 1988)
- Dedication (JMT, 1989)
- Right There (Antilles, 1991)
- Sanctified Shells (Antilles, 1993)
- Rhythm Within (Antilles, 1995)
- Steve Turre (Verve, 1997)
- In The Spur Of The Moment (Telarc, 1999)
- Lotus Flower (Verve, 1999)
- TNT (Trombone-N-Tenor) (Telarc, 2000)
- One4J: Paying Homage to J.J. Johnson (Telarc, 2003)
- The Spirits Up Above (HighNote, 2004)
- Keep Searchin' (HighNote, 2006)
- Rainbow People (HighNote, 2008)
- The Smoke Sessions (2009)
- Delicious and Delightful (HighNote, 2010)
- Woody’s Delight (HighNote, 2012)